# Vickiana

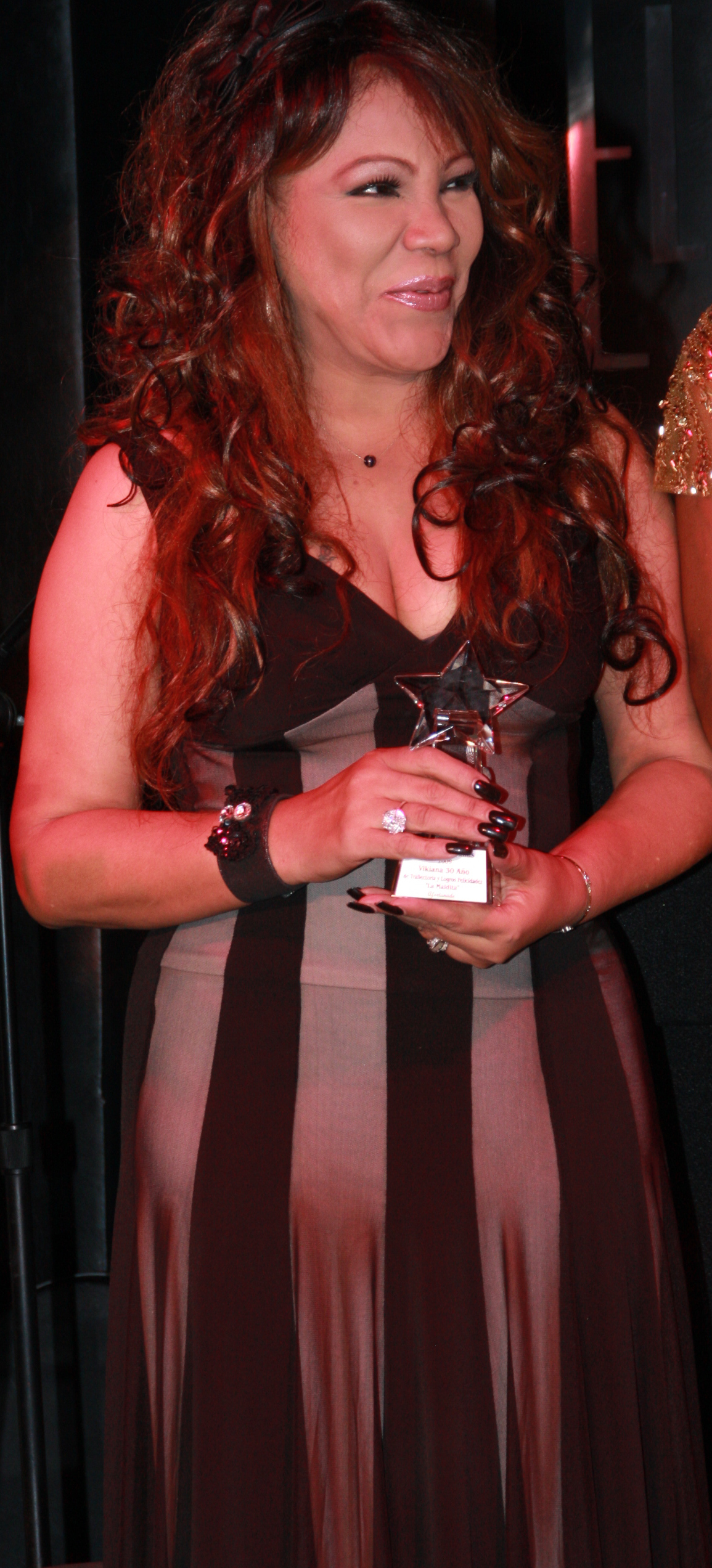
Vickiana September 2009 by 809 New York Magazine (CC BY 2.0)

Ana Victoria García Pérez (* 15. Juli 1954 in Santiago de los Caballeros), bekannt unter ihrem Künstlernamen Vickiana und als La Maidita, ist eine dominikanische Sängerin und Entertainerin.

## Leben
Vickiana begann ihre Laufbahn als Sängerin Ende der 1970er Jahre. Erfolgreich wurde sie mit Songs wie Te invito, Besarte y amarte, Jardín prohíbido. La sufrida, Quédate con ella, Dame caricias, Asesina und Lo tengo todo. Berühmt wurde sie in der Dominikanischen Republik mit ihrer großen Shows: Vickiana en Grande, Sensualísima87, La Cenicienta, Lo Prohíbido, Seducción, Vickiana Monumental, Mujer de Fuego, Más Mala y Auténtica y Punto. Sie erhielt in ihrer Laufbahn zahlreiche Auszeichnungen, darunter mehrere Premio El Dorado und den Premio Casandra. Umstritten war ihr Fernsehprogramm Vickiana Lo Prohibido (2009), in dem sie Erotik und Sexualität thematisierte.
In erster Ehe war Vickiana mit ihrem Manager Luis Martínez Diloné verheiratet, mit dem sie drei Kinder bekam, 2007 heiratete sie den zweiundzwanzig Jahre jüngeren Hector Oller. Die zucker- und herzkranke Sängerin erlitt 2009 ein Herzinfarkt. 2011 kam sie mit einem diabetischen Koma ins Krankenhaus, im August 2019 hatte sie einen weiteren Herzinfarkt.